# تشارلز بارويس
تشارلز بارويس (بالفرنسية: Charles Barrois)‏ هو جيولوجي وعالم أحياء قديمة فرنسي.